# لاتيلورن
لاتيلورن (بالإنجليزية: Latelhorn)‏ هو أحد جبال سلسلة جبال الألب بينيني وجزء من القمة الأم فيسميس يقع في كانتون فاليز، سويسرا. يبلغ ارتفاع الجبل حوالي 3204 متر، بينما يبلغ ارتفاع نتوء الجبل 66 متر.